# أرماند غوتييه
أرماند غوتييه (بالفرنسية: Armand Gautier)‏ هو كيميائي فرنسي، ولد في 23 سبتمبر 1837 في أربونة في فرنسا، وتوفي في 27 يوليو 1920 في كان في فرنسا.